# Malenthe Lugtmeier
Malenthe Lugtmeier (Meppel, 13 september 1989) is een Nederlandse voetbalster die uitkomt voor Be Quick '28.

## Carrière

### Jeugd
Lugtmeier speelde tot aan de B-junioren in jongenselftallen van MVV Alcides uit haar geboorteplaats. Daarna maakte ze de overstap naar MSC, eveneens uit Meppel, waar ze in een vrouwenteam kwam. Met deze vereniging werd zij tweemaal keer achter elkaar kampioen.

### Be Quick '28
Als talent ging ze vanuit Meppel naar de Zwolse hoofdklasser Be Quick '28, waarbij ze op 9 december 2006 haar debuut in de hoofdklasse maakte in de met 1-3 gewonnen wedstrijd tegen het sterke Ter Leede. Zo kwam ze in beeld bij Oranje onder 19.

### FC Twente
In de zomer van 2007 ruilde zij Be Quick '28 in voor FC Twente om mee te doen aan de nieuw opgerichte Eredivisie voor vrouwen. Gezien haar woonplaats was het logischer geweest om voor SC Heerenveen te kiezen, maar die club had geen interesse in haar getoond, waarop Twente besloot haar aan te trekken. Die club had op dat moment nog plaats voor een jeugdig talent. Lugtmeier moest het dat jaar vooral doen met invalbeurten, maar wist niet voldoende te overtuigen om in aanmerking te komen voor een contractverlenging, waardoor ze op zoek moet naar een andere club. Ze won nog wel met FC Twente de KNVB beker.

### Be Quick '28 (2)
Na haar avontuur in de Eredivisie met FC Twente keert ze terug naar haar oude club Be Quick '28, dat in seizoen 2008/09 nog steeds in de hoofdklasse uitkomt.

## Erelijst
FC Twente
- KNVB beker: 2008

## Statistieken
| Seizoen | Club         | Land      | Competitie  | Wedstrijden | Doelpunten |
| ------- | ------------ | --------- | ----------- | ----------- | ---------- |
| 2006/07 | Be Quick '28 | Nederland | Hoofdklasse | -           | -          |
| 2007/08 | FC Twente    | Nederland | Eredivisie  | 14          | 1          |
| 2008/09 | Be Quick '28 | Nederland | Hoofdklasse | -           | -          |
| 2009/10 | Be Quick '28 | Nederland | Hoofdklasse | -           | -          |